# Synth-pop
Synth-pop (viết tắt của synthesizer pop;  còn được gọi là techno-pop ) là một thể loại nhạc new wave nổi bật vào cuối những năm 1970 và đặc trưng bởi việc sử dụng synthesizer. Thiết bị này vốn phổ biên từ trước trong những năm 1960 và đầu năm 1970 trong các thể loại khác nhau progressive rock, nhạc điện tử, rock nghệ thuật, disco, và đặc biệt với thể loại Krautrock của ban nhạc Kraftwerk. Synthpop phát triển một cách độc lập ở Nhật Bản và Anh trong thời kỳ nhạc post-punk và trào lưu nhạc new wave vào cuối những năm 1970 đến giữa những năm 1980.
Các thiết bị chỉnh âm synthesizer thực tế đã được sử dụng trong phòng thu âm từ giữa những năm 1960. Tới giữa thập niên 1970, xuất hiện nhiều nghệ sĩ âm nhạc điện tử thực thụ. Sau thành công của Gary Numan tại UK Singles Chart vào năm 1979, rất nhiều nghệ sĩ mới bắt đầu thử sức với synthesizer vào đầu những năm 1980. Tại Nhật Bản, Yellow Magic Orchestra giới thiệu máy đếm nhịp TR-808 – thứ có ảnh hưởng lớn tới các nhóm nhạc synth-pop đầu tiên của Anh. Sự phát triển của các thiết bị đa âm rẻ tiền, cổng vào MIDI cũng như sự thịnh hành của nhạc dance, đã giúp synth-pop trở thương mại và dễ tiếp cận hơn. Điều này còn được cộng hử từ phong trào Lãng mạn mới, cùng với sự phát triển của MTV, góp phần tạo nên thành công vang dội của dòng nhạc synth-pop của các ban nhạc Anh, hay còn được gọi là Second British Invasion.
Khái niệm "techno-pop" được Yuzuru Agi lần đầu nhắc tới trong bài phê bình của ông về album The Man-Machine của Kraftwerk. Kể từ đó, khái niệm này được sử dụng rộng rãi tại Nhật Bản, và thường được đồng hóa với "synth-pop".
"Synth-pop" đôi khi được sử dụng thay thế cho "electropop", nhưng electropop thực chất là một biến thể của synth-pop với nhiều tính điện tử hơn trong âm nhạc. Cuối những năm 1980, những nhóm nhạc Erasure và Pet Shop Boys đặc biệt thành công tại Mỹ, tuy nhiên không lâu sau, những ban nhạc synth-pop như A-ha và Alphaville chuyển hướng sang nhạc house và nhạc techno. Chỉ tới khi các thể loại indietronica và electroclash trở nên phổ biến vào cuối những năm 1990, khán giả mới quan tâm nhiều hơn tới synth-pop và dòng nhạc này có được chút thành công thương mại vào đầu những năm 2000.
Nhiều người chỉ trích synth-pop là một thể loại thiếu cảm xúc con người. Nhiều nghệ sĩ nổi tiếng đã lên tiếng phản đối quan điểm để máy móc thiết bị  tự sáng tác và chơi các bài hát. Synth-pop đã góp phần mang synthesizer vào nhạc pop và rock, ảnh hưởng trực tiếp đến các thể loại tiếp theo bao gồm house và techno Detroit, cũng kỹ thuật thu âm riêng lẻ.